# De vogels van Holland
Chansons représentant les Pays-Bas au Concours Eurovision de la chanson
Voorgoed voorbij
(1956)
De vogels van Holland (« Les Oiseaux de Hollande ») est la première chanson, avant Voorgoed voorbij, représentant les Pays-Bas au Concours Eurovision de la chanson 1956 (la seule édition à permettre deux chansons par pays), interprétée par la chanteuse néerlandaise Jetty Paerl, écrite par l'écrivaine Annie M.G. Schmidt et dirigée par Fernando Paggi. L'évènement se déroulait à Lugano, en Suisse. La chanson est particulièrement importante pour être la première chanson interprétée dans l'histoire du Concours Eurovision de la chanson, et la première de beaucoup de chanter les louanges de la patrie de l'artiste.
Elle est intégralement interprétée en néerlandais, langue nationale, comme le veut la coutume avant 1966.
Il s'agit de la première chanson interprétée lors de la soirée, avant Lys Assia qui représentait la Suisse avec Das alte Karussell. Comme le tableau d'affichage pour ce concours n'a jamais été rendu public, il est impossible de dire comment la chanson s'est classée,.